# سنجق عنتاب
سنجق عنتاب سنجق عثماني كان يقع في وسط ولاية حلب. تمتد حدوده بين سنجق حلب جنوباً وسنجق مرعش شمالاً. في عام 1914، كان السنجق يضم مركز عنتاب وناحيتي كلّس وروم قلعة. بلغ عدد سكان السنجق 203867 نسمة عام 1914.
كان السنجق ضمن حدود سوريا في معاهدة سيفر والمناطق التي أعلنت ضمن المملكة العربية السورية في عام 1920، ولكن اتفاقيات جانبية بين فرنسا ومصطفى كمال أتاتورك أدت إلى ضم أراضي السنجق إلى تركيا في معاهدة لوزان عام 1923.

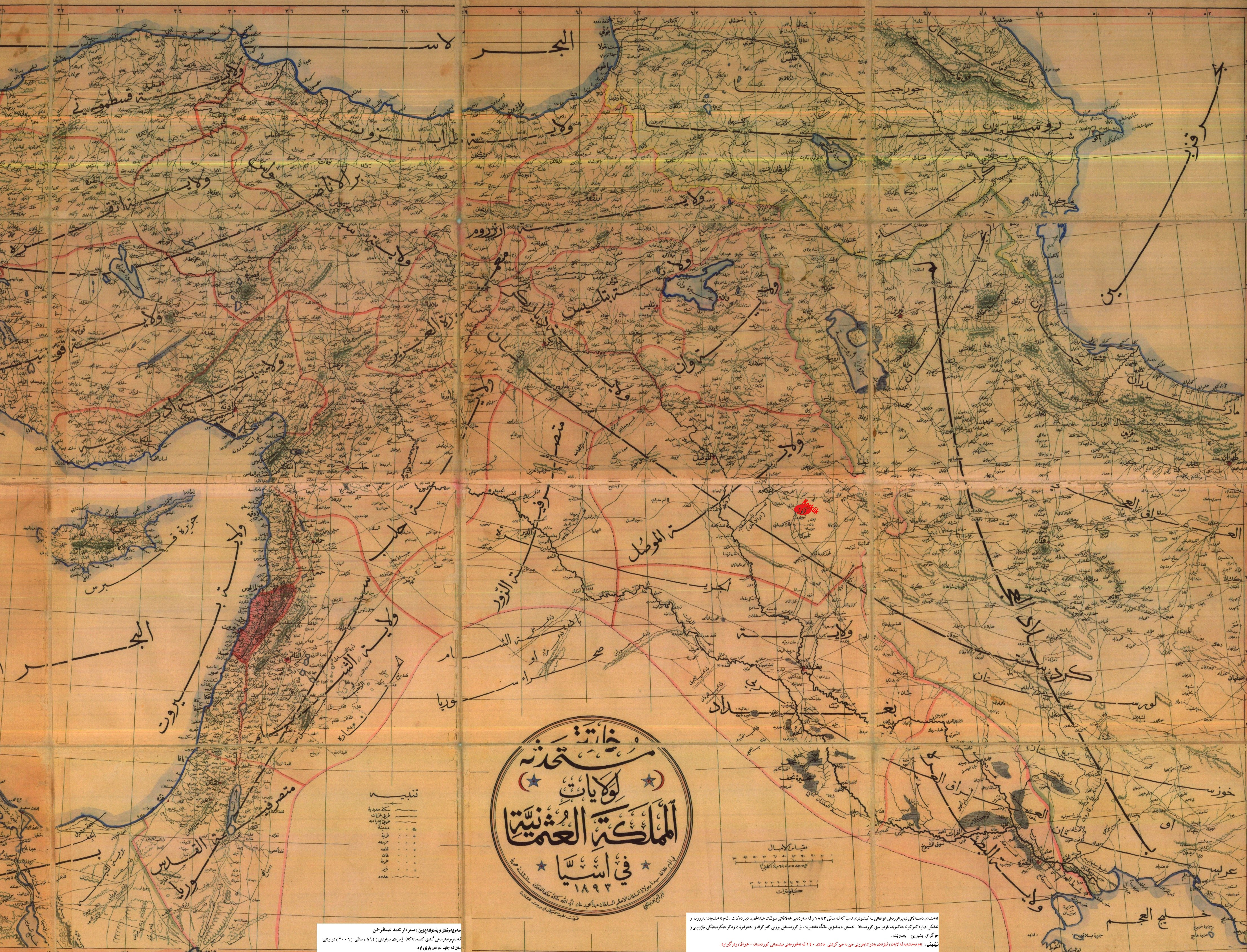
عنتاب وولاية حلب في التقسيم الإداري في أواخر الحكم العثماني